# پل بالارود
پل بالارود مربوط به دوره ساسانیان است و در شهرستان اندیمشک، بر روی رودخانه بالارود واقع شده و این اثر در تاریخ ۲۳ شهریور ۱۳۸۲ با شمارهٔ ثبت ۹۹۶۹ به‌عنوان یکی از آثار ملی ایران به ثبت رسیده است.